# Pitelová
Pitelová je obec na Slovensku v okrese Žiar nad Hronom v Banskobystrickém kraji, na jižním úpatí pohoří Kremnické vrchy.
První písemná zmínka o obci je z roku 1264. V obci je římskokatolický kostel Panny Marie Růžencové z 19. století.